# Kerīshān
Kerīshān (persiska: كِريشان, کریشان) är en ort i Iran.   Den ligger i provinsen Östazarbaijan, i den nordvästra delen av landet, 500 km nordväst om huvudstaden Teheran. Kerīshān ligger 667 meter över havet och antalet invånare är 121.
Terrängen runt Kerīshān är lite bergig. Runt Kerīshān är det ganska glesbefolkat, med 29 invånare per kvadratkilometer. Närmaste större samhälle är Jānān Lū, 6,6 km väster om Kerīshān. Trakten runt Kerīshān består till största delen av jordbruksmark.